# Аншюц, Август
Август Аншюц (нем. August Anschütz; 9 января 1826, Зуль — 2 августа 1874, Бад-Зоден) — видный немецкий педагог и профессор юриспруденции.

## Биография
Август Аншюц родился в Германии в тюрингенском городе Зуле 9 января 1826 года. 
Начальное гимназическое образование получил в Шульпфорте, затем юриспруденцию в Боннском университете, а позднее перевёлся Берлинский университет. По окончании университетского курса, Август Аншюц предпринял учёное путешествие во Францию с целью заняться изучением юридических документов в исторических отделах столичных французских библиотек, и помимо этого, чтобы иметь возможность самому (из первоисточников) изучать французскую судебную практику.
Летом 1851 года Аншюц назначение на должность приват-доцента в Боннском университете по германскому и французскому законодательствам, а в 1855 году был назначен экстраординарным профессором германского права в Университет Грайфсвальда, а позже, также в качестве ординарного профессора, переселился в Галле, где занимал кафедры: торгового права, немецкого гражданского права, истории германского права и сельскохозяйственного права, а также читал лекции по практике гражданского судопроизводства в Университете Галле. Помимо этого, Август Аншюц был также сотрудником Фиттига, Рено и Виндшейда по изданию «Archiv für die civilistische Praxis».
В 1872—1873 годах Аншюц очень сильно от болей в груди, и поэтому врачи посоветовали ему переехать в место с более благоприятным климатом. 

## Избранная библиография
Кроме обработки пятого издания Цахариэ «Handbuch des franz. Civilrechts» (4 т., Гейдельберг, 1855) и «Summa legis Longobardorum» (Галле, 1855), Август Аншюц издал и ряд самостоятельных трудов:
- «Die Lombarda-Commentare des Ariprand und Albertus, zum ersten Male nach den Handschriften herausgegeben» (1855),
- «Ueber die Erbfolge in die neuvorpommerschen u. rügenschen Lehugüter» (2 изд., Галле, 1864);
- «Сommentar zum Allgemeinen deutschen Handelsgesetzbuch» (3 т., Эрланг., 1867—74; вместе с О. Ф. Фельдерндорфом).
- «Die Gesetzbildung des Königreichs Bayern seit Maximilian» II (1874),